# Ратомир Грозданоскі
Ратомир Грозданоскі (мак. Ратомир Грозданоски, 15 травня 1959 р., Брест, община Македонськи-Брод, Північна Македонія) — македонський теолог, професор і архідиякон.
Завершив Богословський факультет у Скоп'є. Робив дослідження у Салоніках, Афінах та Дубліні. Захистив докторську роботу на Філологічному факультеті у Скоп'є. Був професором та деканом Православного богословського факультету святого Климента Охридського. Мав близькі стосунки з архієпископом Охридськими та Македонськими — Ангеларієм, Гаврилом, Михаїлом і Стефаном. Був членом різних синодських комісій і церковних делегацій. Проживає у м. Скоп'є.
Має понад 300 наукових публікацій. Також є редактором багатьох книг на богословську тематику.